# Carl Marcus Tuscher
Carl Marcus Tuscher (Norimberga, 1º giugno 1705 – Copenaghen, 6 gennaio 1751) è stato un pittore, scultore e architetto tedesco, rappresentativo del periodo di transizione dal Barocco al Rococò.

## Biografia
Carl Marcus Tuscher, dopo aver compiuto i suoi primi studi a Norimberga sua città natale, dove fu allievo presso l'Accademia di Belle Arti cittadina del pittore Johann Daniel Preissler, padre dell'incisore Johan Martin Preisler. Dato il suo promettente talento, la città libera di Norimberga, nel 1728, lo beneficiò di una sovvenzione per un periodo di viaggio di studio per completare la sua poliedrica formazione artistica in Italia dove è attivo dal 1728 al 1741 a Roma, Firenze, Livorno, Napoli e Cortona. È un apprezzato illustratore e incisore oltre che pittore, scultore e architetto.
A Roma lavora per il barone Philipp von Stosch (1691-1757), antiquario, disegnando la sua collezione di gemme incise da cui trae ispirazione per incidere una serie di vassoi.
A Cortona affresca palazzo Mancini, ora Ferretti.
Si trasferisce a Londra dove dipinge i ritratti sia della nobiltà sia della buona borghesia come ad esempio quello del fabbricante di clavicembali Burkhardt Tschudi.
Nel 1743 viene chiamato in Danimarca, da Cristiano VI per ricoprire l'incarico di pittore di corte eseguendo i ritratti della famiglia Reale.
Personalità di vasta cultura, nel 1748 è nominato professore all'Accademia di Belle Arti di Copenaghen.
Muore nel 1751 a soli 45 anni nel pieno della sua carriera artistica.

## Opere

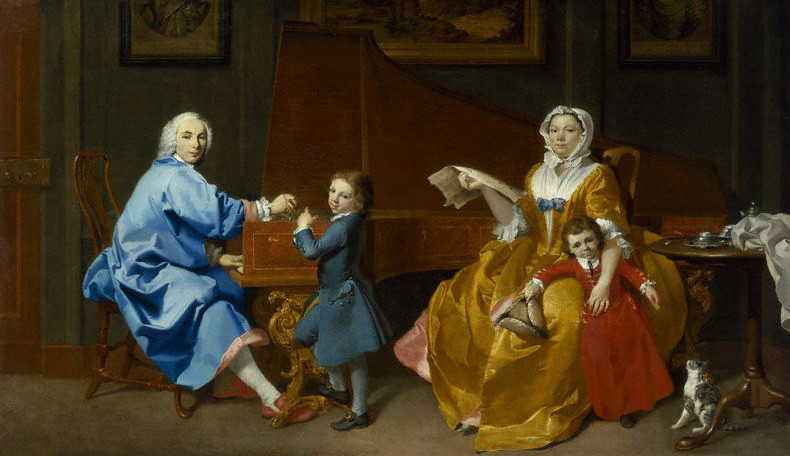
La famiglia di Burkhardt Tschudi - 1742 c.

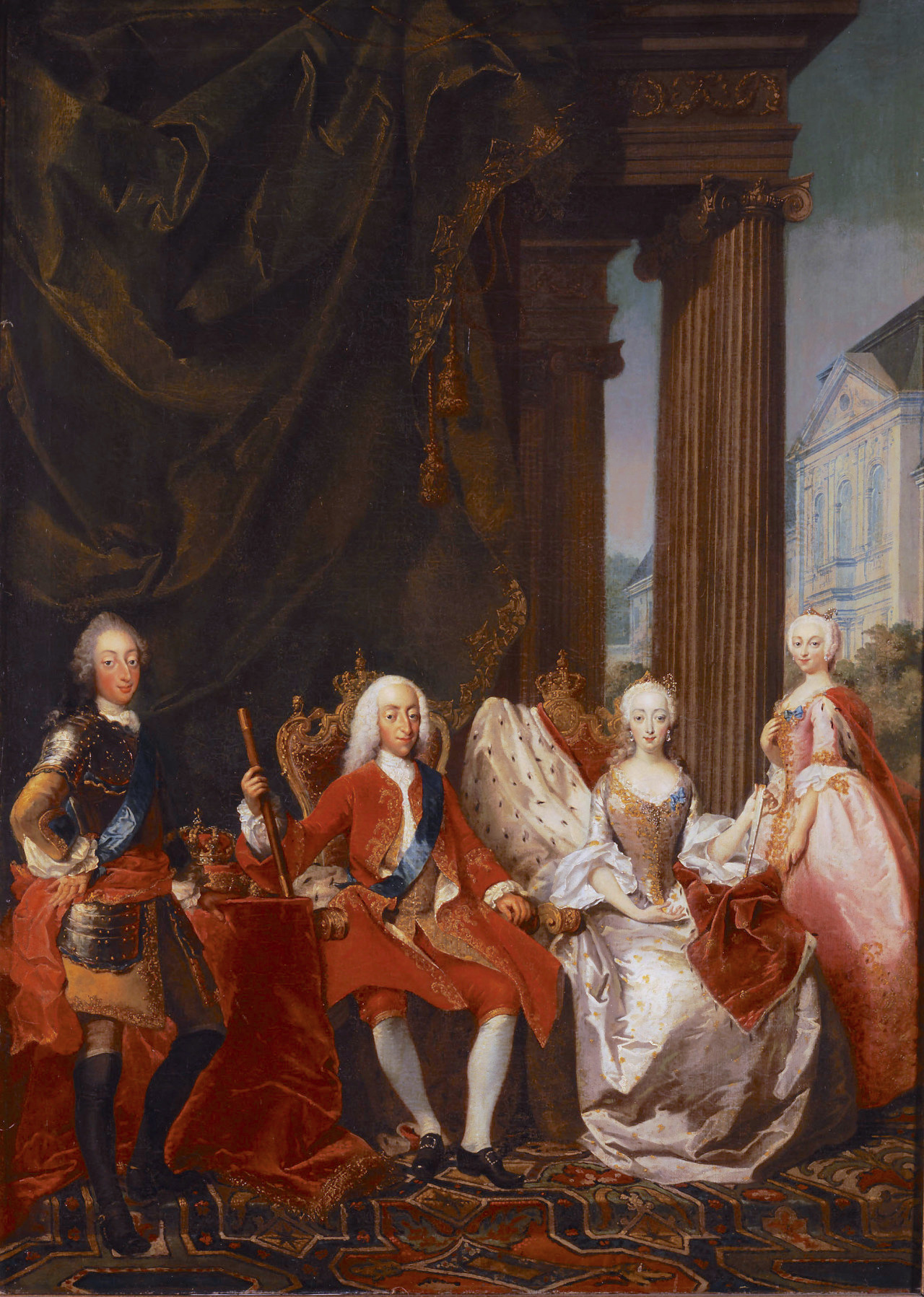
Cristiano VI di Danimarca con la famiglia - 1744

### Affreschi
- Palazzo Mancini, ora Ferretti, a Cortona

### Disegni e incisioni
- disegno del monumento all'Abbondanza eretto a Livorno per l'ingresso dell'Infante di Spagna Don Carlos - 1732
- autoritratto - incisione conservata presso la Biblioteca Reale di Copenaghen

### Dipinti
- La famiglia di Burkhardt Tschudi (1702-1773) - 1742
- ritratto di George Michael Moser (1706-1783) con la moglie Mary Guynier - 1742
- ritratti della famiglia Reale danese - dal 1743
- Ascensione di Cristo, nel soffitto della cappella del castello di Ledreborg - 1745